# Longfossé
Longfossé és un municipi francès situat al departament del Pas de Calais i a la regió dels Alts de França. L'any 2007 tenia 1.272 habitants.

## Demografia

### Població
El 2007 la població de fet de Longfossé era de 1.272 persones. Hi havia 465 famílies de les quals 101 eren unipersonals (36 homes vivint sols i 65 dones vivint soles), 146 parelles sense fills, 186 parelles amb fills i 32 famílies monoparentals amb fills.
La població ha evolucionat segons el següent gràfic:
Habitants censats

### Habitatges
El 2007 hi havia 516 habitatges, 477 eren l'habitatge principal de la família, 20 eren segones residències i 19 estaven desocupats. 496 eren cases i 15 eren apartaments. Dels 477 habitatges principals, 379 estaven ocupats pels seus propietaris, 88 estaven llogats i ocupats pels llogaters i 10 estaven cedits a títol gratuït; 2 tenien una cambra, 9 en tenien dues, 32 en tenien tres, 145 en tenien quatre i 289 en tenien cinc o més. 372 habitatges disposaven pel capbaix d'una plaça de pàrquing. A 196 habitatges hi havia un automòbil i a 220 n'hi havia dos o més.

### Piràmide de població
La piràmide de població per edats i sexe el 2009 era:
| Homes | Edats   | Dones |
| ----- | ------- | ----- |
| 0     | 95 o +  | 0     |
| 0     | 90 a 94 | 0     |
| 4     | 85 a 89 | 24    |
| 0     | 80 a 84 | 0     |
| 24    | 75 a 79 | 20    |
| 28    | 70 a 74 | 36    |
| 24    | 65 a 69 | 52    |
| 36    | 60 a 64 | 28    |
| 28    | 55 a 59 | 24    |
| 36    | 50 a 54 | 44    |
| 64    | 45 a 49 | 56    |
| 56    | 40 a 44 | 56    |
| 32    | 35 a 39 | 28    |
| 48    | 30 a 34 | 40    |
| 24    | 25 a 29 | 20    |
| 56    | 20 a 24 | 52    |
| 40    | 15 a 19 | 56    |
| 40    | 10 a 14 | 36    |
| 60    | 5 a 9   | 44    |
| 12    | 0 a 4   | 32    |

## Economia
El 2007 la població en edat de treballar era de 807 persones, 574 eren actives i 233 eren inactives. De les 574 persones actives 503 estaven ocupades (296 homes i 207 dones) i 69 estaven aturades (30 homes i 39 dones). De les 233 persones inactives 57 estaven jubilades, 83 estaven estudiant i 93 estaven classificades com a «altres inactius».

### Ingressos
El 2009 a Longfossé hi havia 522 unitats fiscals que integraven 1.393,5 persones, la mediana anual d'ingressos fiscals per persona era de 16.036 €.

### Activitats econòmiques
Dels 37 establiments que hi havia el 2007, 1 era d'una empresa extractiva, 5 d'empreses de fabricació d'altres productes industrials, 7 d'empreses de construcció, 13 d'empreses de comerç i reparació d'automòbils, 3 d'empreses d'hostatgeria i restauració, 2 d'empreses immobiliàries, 3 d'empreses de serveis i 3 d'empreses classificades com a «altres activitats de serveis».
Dels 11 establiments de servei als particulars que hi havia el 2009, 1 era una funerària, 2 tallers de reparació d'automòbils i de material agrícola, 1 paleta, 1 guixaire pintor, 3 fusteries, 1 lampisteria, 1 empresa de construcció i 1 perruqueria.
Dels 3 establiments comercials que hi havia el 2009, 2 eren supermercats i 1 una botiga de roba.
L'any 2000 a Longfossé hi havia 27 explotacions agrícoles que ocupaven un total de 546 hectàrees.

## Equipaments sanitaris i escolars
El 2009 hi havia una escola elemental.

## Poblacions més properes
El següent diagrama mostra les poblacions més properes.